# Radmila Drljača
Radmila Drljača, född den 21 december 1959 i Bosanski Novi, Jugoslavien, är en jugoslavisk handbollsspelare.
Hon tog OS-silver i damernas turnering i samband med de olympiska handbollstävlingarna 1980 i Moskva.